# طائرة ثنائية السطح

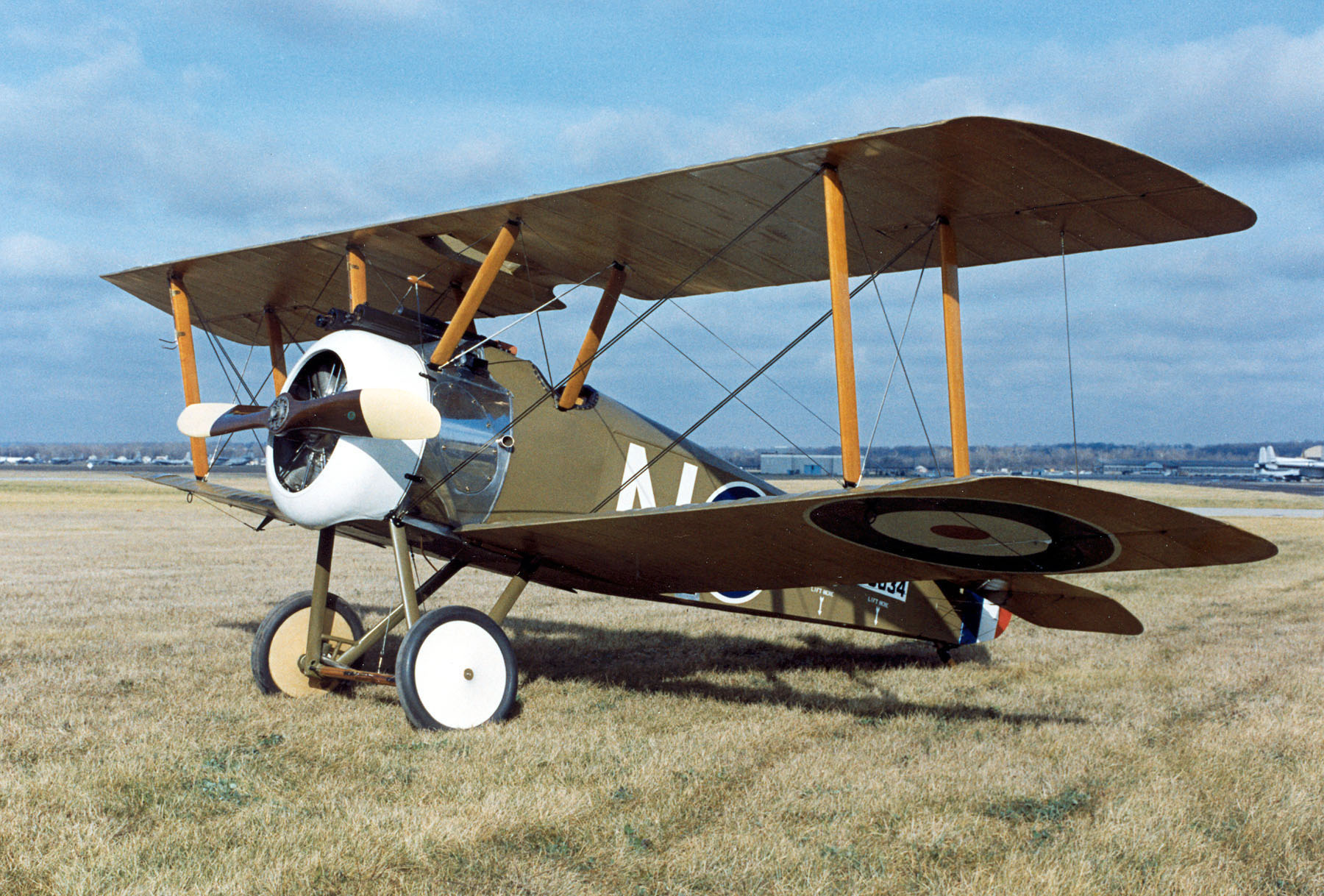
نسخة من الطائرة Sopwith Camel ذات السطحين.

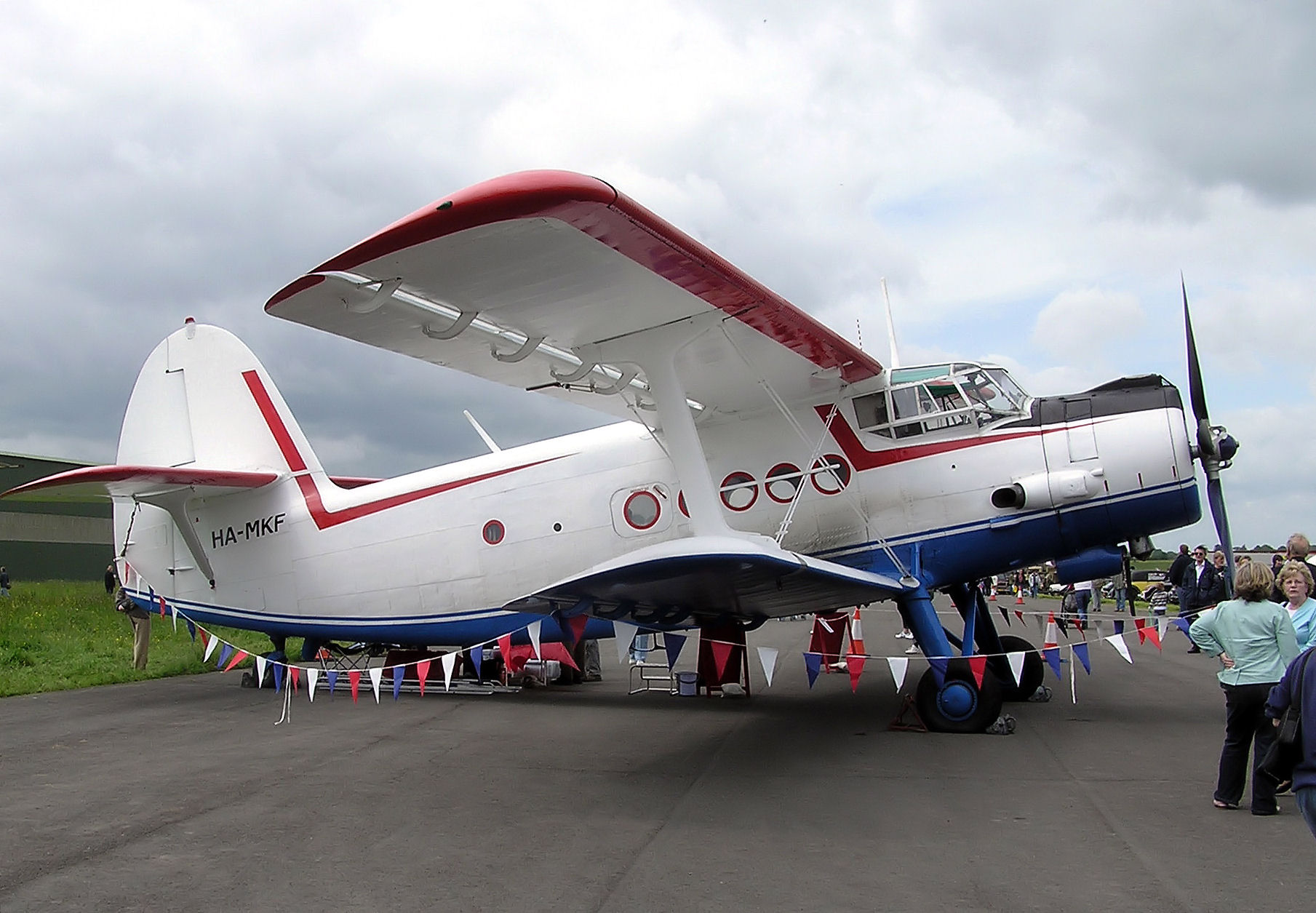
الطائرة Antonov An-2 وهي أكبر طائرة ذات سطحين بمحرك واحد.

الطائرة ثنائية السطح (بالإنجليزية: Biplane ) هي طائرة ذات أجنحة ثابتة تملك جناحين ذي سطحين رئيسين متوضعين فوق بعضهما البعض. بدأت أول طائرات الطيران مثل رايت فلاير باستخدام الأجنحة ذات السطحين كما فعلت معظم الطائرات في السنوات الأولى من الطيران. في حين أن الطائرات ذات السطحين لها ميزة هيكلية أفضل من الطائرات أحادية السطح لكنها تملك مقاومة هواء أكثر من الطائرة أحادية السطح المشابهة.
الطائرة ثنائية السطح مميزة عن تلك ذات الأجنحة المترادفة التي يكون فيها تموضع الأجنحة في الأمام وفي الخلف بدلا من الأعلى والأسفل.

## معرض صور

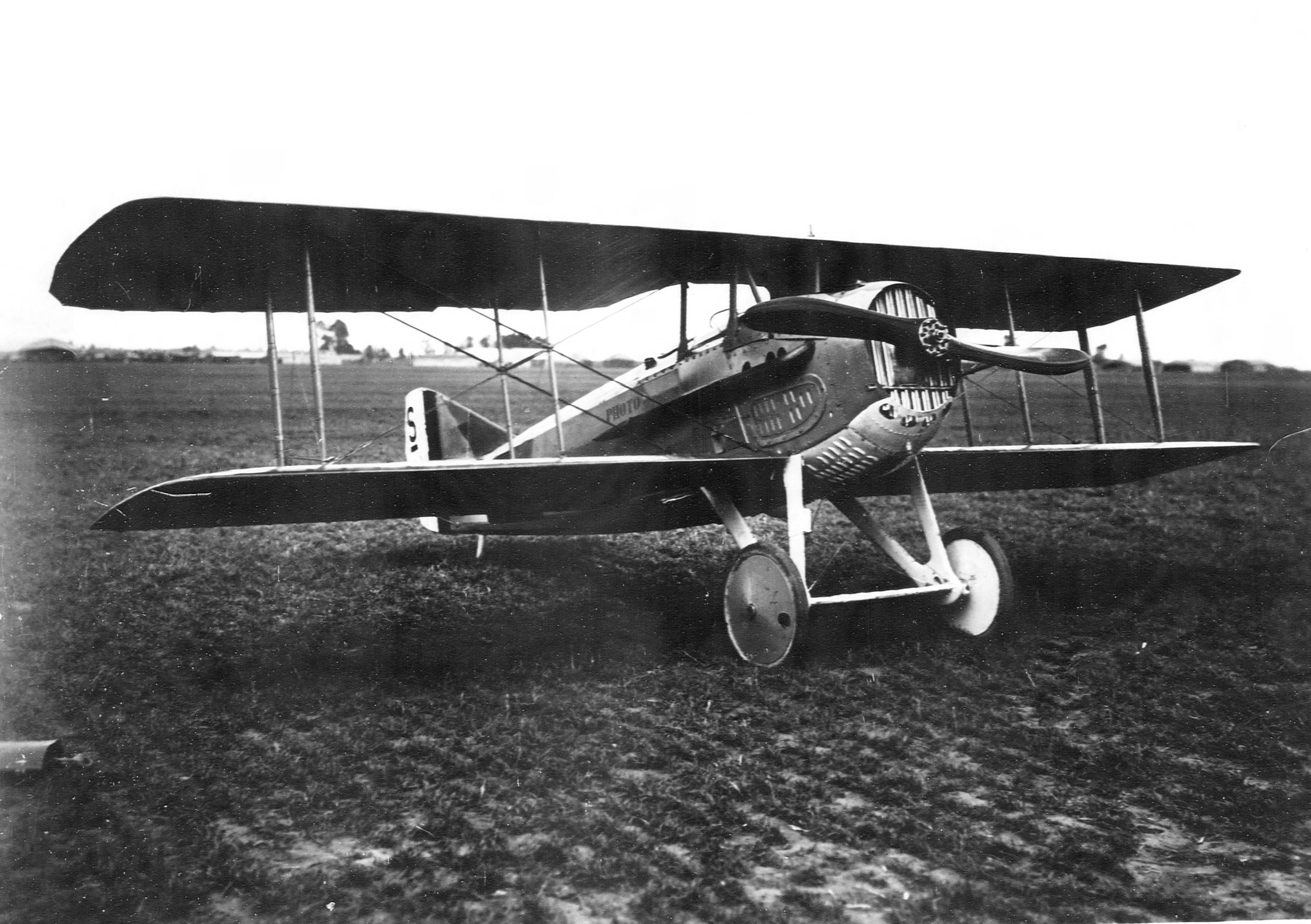
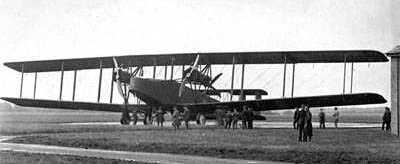
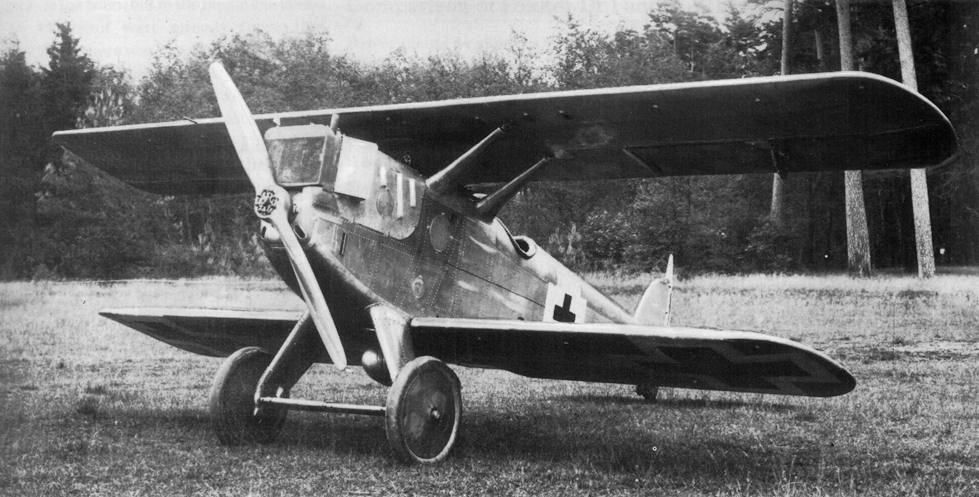
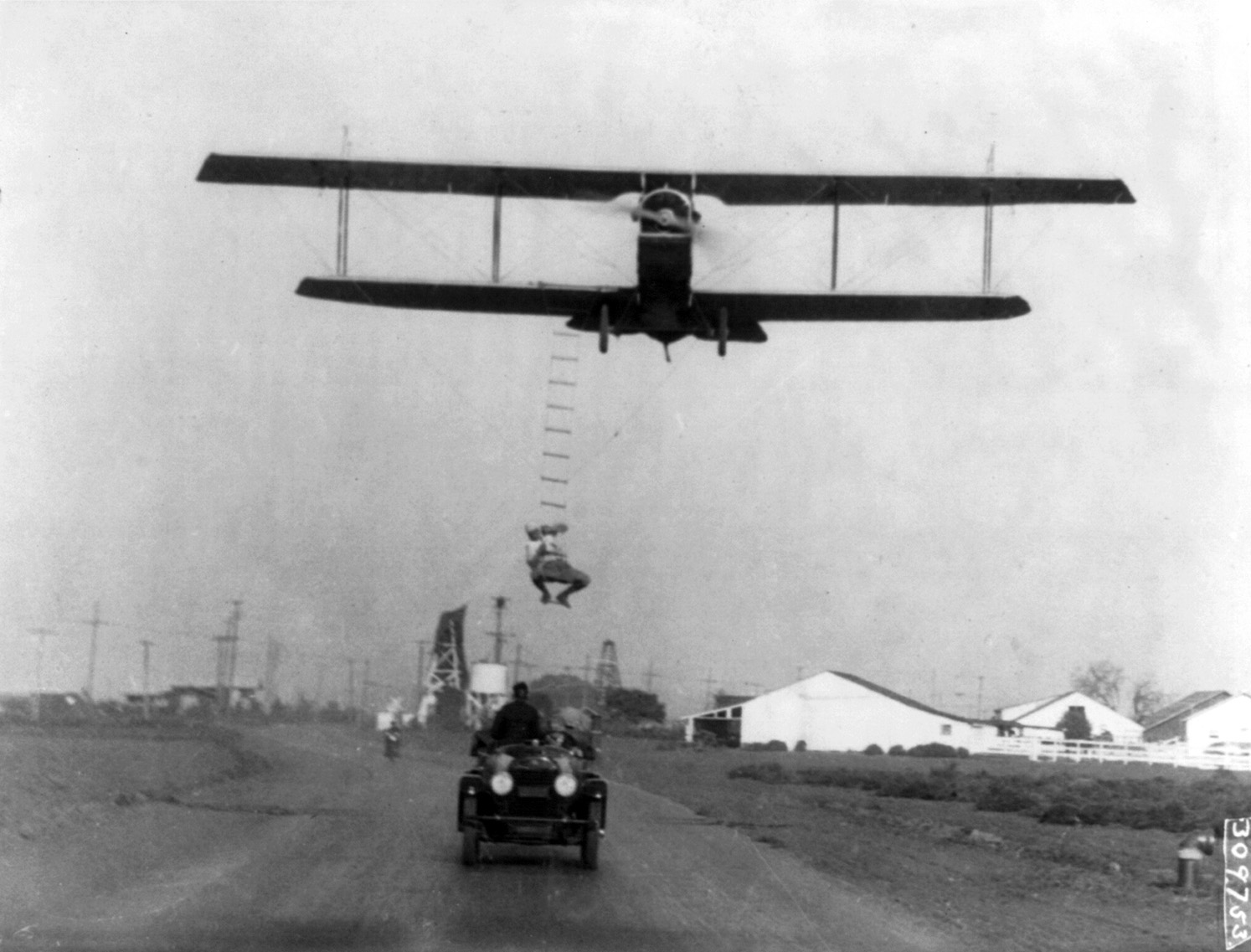
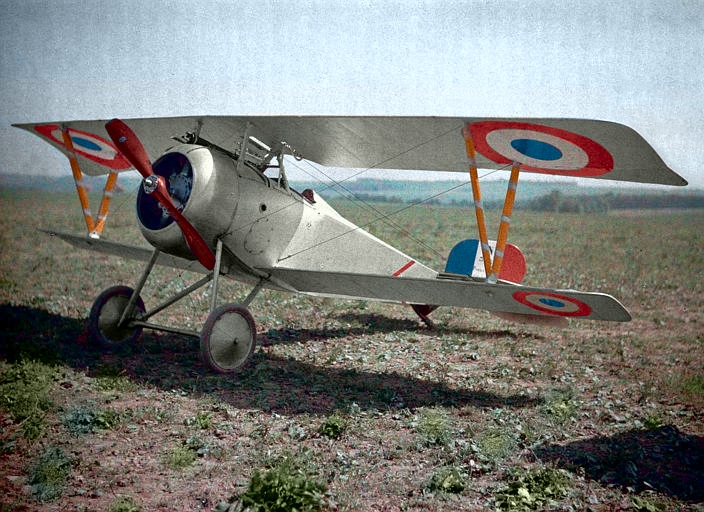